# Coca-Cola Life
Coca-Cola Life - це знижена за калорійністю версія Coca-Cola, представлена у 2013 році, з використанням комбінації підсолоджувачів стевії та сахарози. Вперше вона була випущена в Аргентині та Чилі після п'яти років спільних досліджень у цих країнах.  Рецептура варіювалася залежно від місцезнаходження ринку, і в деяких регіонах оригінальна рецептура була поступово знята з виробництва на користь нульової версії, підсолодженої лише стевією. Напій було знято з виробництва у 2020 році в рамках програми компанії Coca-Cola з виведення з обігу брендів з низькими показниками.

## Історія
Продукт був вперше представлений в серпні 2013 року в Аргентині та Чилі. У 2014 році він з’явився у Великій Британії, США, Австралії, Новій Зеландії та інших країнах. Основною особливістю продукту було використання стевії як натурального підсолоджувача, що відповідало зростаючому попиту на низькокалорійні продукти.
Попри початковий успіх, у 2020 році компанія вирішила припинити виробництво цього продукту, зосередившись на інших низькокалорійних варіантах, таких як Coca-Cola Zero Sugar.

## Географія
Продукт був запущений на ринку в Південній Америці, зокрема в Аргентині та Чилі. Після цього Coca-Cola Life розповсюдилась на інші континенти:
- Європейські країни (Велика Британія, Німеччина, Швеція);
- Північну Америку (США, Канада);
- Азіатсько-Тихоокеанський регіон (Австралія, Нова Зеландія).

## Склад
Coca-Cola Life використовувала поєднання цукру та стевії як підсолоджувачів. Це дозволило знизити калорійність напою на 35% порівняно з оригінальним варіантом. Такий склад був спрямований на задоволення потреб споживачів, які прагнули більш здорового способу життя.

## Поширення
Після успішного дебюту в Південній Америці продукт став доступним у багатьох країнах світу. Продукт з’явився на полицях магазинів в країнах Європи, Північної Америки та Азії, здобувши популярність серед споживачів, які шукають альтернативи з меншим вмістом калорій.